# Lange Antares 23E
Die Lange Antares 23E ist ein einsitziges, eigenstartfähiges Segelflugzeug der Offenen Klasse mit einem Elektroantrieb des Unternehmens Lange Aviation.

## Geschichte
Die Antares 23E wurde aus der Antares 20E heraus entwickelt. Dabei wurde mit Schempp-Hirth Flugzeugbau kooperiert, die das Flugzeug in ähnlicher Konfiguration, aber mit konventionellem Verbrennungsmotor, anderem Rumpf und anderem Außenflügel als Schempp-Hirth Quintus anbieten.

## Konstruktion

### Antrieb
Das Antriebssystem der Antares 23E basiert auf einem bürstenlosen 42-kW-Außenläufer-Elektromotor, der seine Leistung aus Lithium-Ionen-Akkumulatoren bezieht.

### Akkumulator
Im Flügel integriert befinden sich die Akkus. Bei kalter Umgebung wird die Batterie geheizt, um die volle Leistungsfähigkeit zu erreichen. Die Lebensdauer der Akkus beträgt laut Hersteller 3000 Ladezyklen, dann stehen noch 80 % der Kapazität zur Verfügung. Unabhängig davon wird ein Batterietausch nach ca. 20 Jahren nötig. Da der Akkutyp auch in amerikanischen Militärprogrammen verwendet wird, ist er vertragsgemäß bis zum Jahr 2031 lieferbar.

### Tragwerk
Das Tragwerk wurde in Zusammenarbeit mit Loek Boermans entworfen und für besonders variable Flächenbelastungen ausgelegt. Es besitzt einen Tragflügel mit einem superelliptischen Grundriss und neun verschiedenen Profilen. Die Wölbklappe kann im Schnellflug auf −3° gefahren werden. An den Tragflügelenden befinden sich Winglets. Die Flügelklappen sind als Flaperons ausgeführt. Zur Erleichterung der Landung sind dreistöckige Schempp-Hirth-Bremsklappen in den Flügel integriert.

## Technische Daten
| Kenngröße                 | Daten Antares 23E   |
| ------------------------- | ------------------- |
| Länge                     | 7,45 m              |
| Spannweite                | 23 m                |
| Höhe                      | 1,88 m              |
| Flügelfläche              | 14,75 m²            |
| Flügelstreckung           | 35,8                |
| Leermasse                 | 530 kg              |
| max. Startmasse           | 850 kg              |
| Wasserballast             | 247 l               |
| Flächenbelastung          | 40,7–58 kg/m²       |
| Gleitzahl                 | 60                  |
| min. Sinkrate             | 0,47 m/s bei 600 kg |
| Überziehgeschwindigkeit   | 71 km/h bei 600 kg  |
| Leistung, elektrisch      | 42 kW bei 1500/min  |
| max. Steiggeschwindigkeit | 4 m/s bei 600 kg    |
| max. Steighöhe            | 3000 m bei 600 kg   |